# Sackville Carden
Sackville Hamilton Carden KCMG (3 de maio de 1857 - 6 de maio de 1930) foi um oficial sênior da Marinha Real no fim do século XIX e começo do século XX. Em cooperação com a Marinha francesa, ele liderou as forças navais britânicas no Mar Mediterrâneo durante a Primeira Guerra Mundial.[carece de fontes?]

## Vida
Carden nasceu em Barnane próximo de Templemore no condado de Tipperary, Irlanda, o terceiro filho de Andrew Carden e Anne Berkeley. Embora seu pai e seu avô tivessem servido no Exército Britânico, ele se elegeu para uma carreira naval e ingressou na Marinha Real em 1870.

## Carreira militar
O começo da carreira de Carden foi marcado pelo serviço no Egito e no Sudão e mais tarde, sob o comando de Harry Rawson, na Expedição ao Benin de 1897. Ele foi promovido a capitão em dezembro de 1899, e em maio de 1901 foi comissionado no comando do HMS Immortalité, de alto mar concurso para a Wildfire, carro-chefe em Sheerness. Ele foi em 16 de outubro de 1902 nomeado no comando do encouraçado HMS Magnificent, servindo como navio-almirante do contra-almirante Assheton Curzon-Howe, segundo no comando do Esquadrão do Canal, e levou-o para visitar Gibraltar e Tetuan na semana seguinte. Em 1908, foi promovido a contra-almirante. Depois de dois anos com metade do salário, ele foi designado para a Frota do Atlântico, e ergueu sua bandeira a bordo do HMS London por um ano. Depois de seu retorno a Londres, ele foi destacado para o Almirantado até agosto de 1912, quando foi nomeado Almirante Superintendente do Estaleiro de Malta. Em setembro de 1914, foi nomeado comandante do Esquadrão Mediterrâneo Oriental que operava no Mediterrâneo, sob a liderança de um almirante francês. Após a entrada do Império Otomano na guerra ao lado das Potências Centrais em novembro de 1914, Carden foi convidado pelo Almirantado Britânico a desenvolver uma estratégia para forçar a abertura dos Dardanelos (Canakkale Bogazi) em janeiro do ano seguinte. O plano de Carden exigia a destruição sistemática das fortificações turcas ao longo dos Dardanelos, enquanto avançava lentamente pelo estreito, além de extensas operações de caça às minas. Inicialmente comandante-em-chefe das forças navais britânicas durante a campanha de Dardanelles, Carden foi bem sucedido em ofensivas iniciais contra as defesas turcas de 19 de fevereiro até o início de março, quando foi dispensado do comando devido à sua saúde e tensão de ansiedade que se mostrou demais para ele causando um colapso nervoso e foi substituído pelo Almirante John de Robeck.
Renunciando à Marinha Real dois anos depois com o posto de almirante, Carden viveu na aposentadoria até sua morte em 1930.